# Réaumur (Francia)
Réaumur è un comune francese di 827 abitanti situato nel dipartimento della Vandea nella regione dei Paesi della Loira.

## Società

### Evoluzione demografica
Abitanti censiti